# Goniaeoidea modesta
Goniaeoidea modesta är en insektsart som beskrevs av Sjöstedt 1920. Goniaeoidea modesta ingår i släktet Goniaeoidea och familjen gräshoppor. Inga underarter finns listade i Catalogue of Life.